# Martailly-lès-Brancion
Martailly-lès-Brancion is een gemeente in het Franse departement Saône-et-Loire (regio Bourgogne-Franche-Comté) en telt 116 inwoners (2009). De plaats maakt deel uit van het arrondissement Mâcon.

## Geografie
De oppervlakte van Martailly-lès-Brancion bedraagt 9,1 km², de bevolkingsdichtheid is dus 12,7 inwoners per km².
De onderstaande kaart toont de ligging van Martailly-lès-Brancion met de belangrijkste infrastructuur en aangrenzende gemeenten.

## Geschiedenis

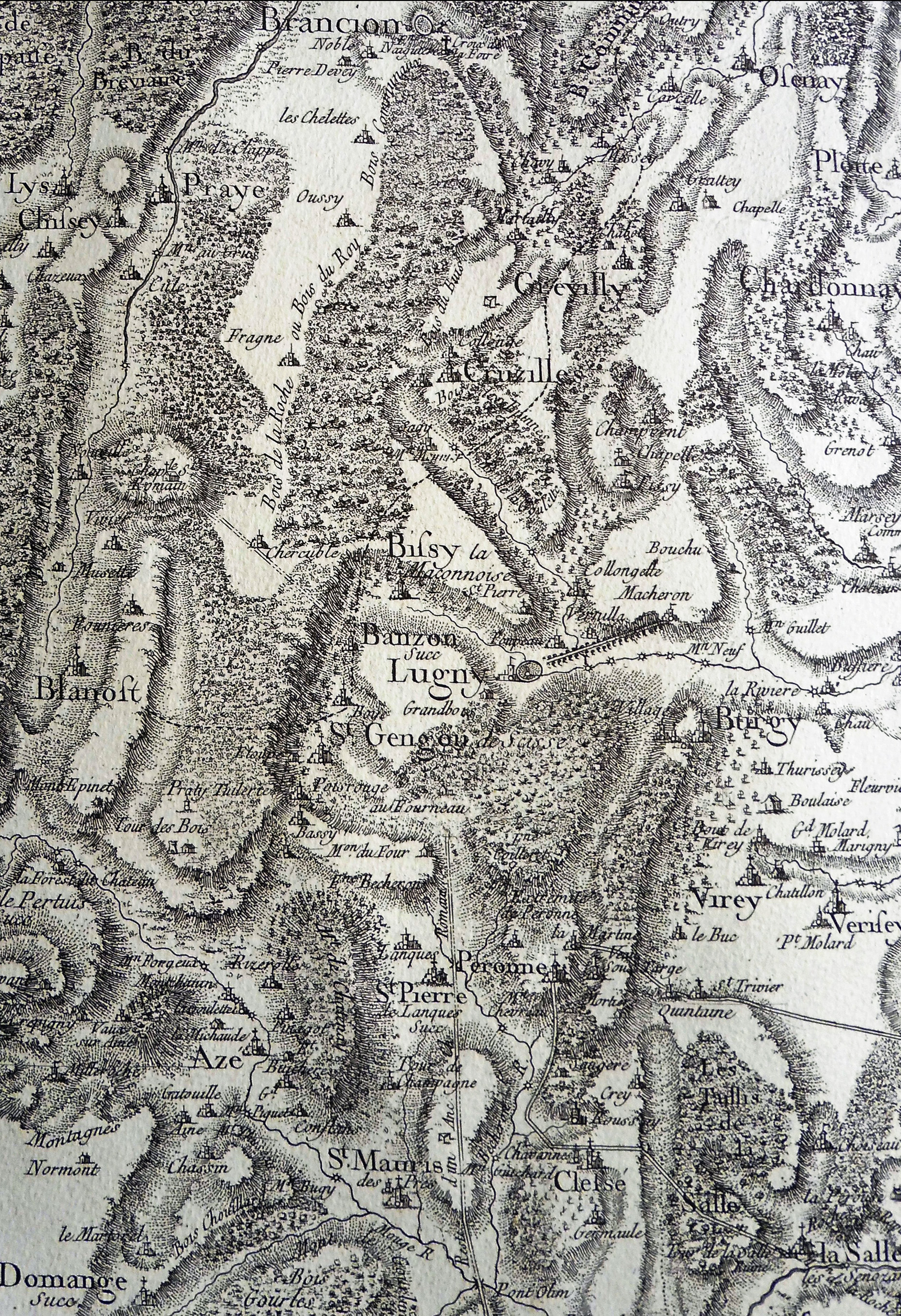
Brancion en Martailly in 1759 (volgens kaart van Cassini, planche n° 84)

Sporen van een Gallisch fort bestaan op de plaats van het kasteel van Brancion.
In 1893 werd bij decreet besloten de naam Brancion om te zetten naar Martailly-lès-Brancion.
Tijdens de Tweede Wereldoorlog was Brancion de zetel van een grote verzetsgroep.
In de nacht van 28 op 29 mei 1968 werd een deel van Martailly verwoest door het water van een hevige storm die talloze dorpen in Tournugeois en Haut-Mâconnais trof, een storm die met name ernstige schade veroorzaakte aan de begraafplaats.

## Demografie
Onderstaande figuur toont het verloop van het inwonertal (bron: INSEE-tellingen).

## Wijnbouw

Wijnbouwgebieden rondom Martailly-lès-Brancion

Martailly-lès-Brancion behoort tot de Appellation d'Origine Contrôlée (AOC) van Mâcon en wijnbouw vormt een belangrijk bestanddeel van de economische activiteit.